# Broadway (stradă)

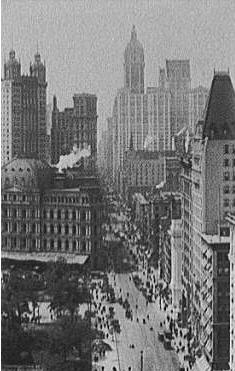
Vedere din Broadway în 1909.

Broadway este una dintre principalele axe nord-sud din Manhattan, cartierul central al New Yorkului . Este singura axă care se întinde din sud (de la Bowling Green) la nordul insulei și singura „avenue” din Manhattan care traversează insula în diagonală și nu respectă, prin urmare, planul hippodamic care a fost stabilit în 1881. Prin aceasta, ea a condus la construirea unor curiozități arhitecturale ca Flatiron Building („clădirea fierul de călcat”).

## Istoric
Broadway este cea mai veche „avenue”  nord-sud din oraș întrucât datează dinaintea primilor coloniști. În epoca precolumbiană, amerindienii folosiseră deja acest traseu în natură și-l numiseră „Wickquasgeck”. Este cea mai vizitată „avenue” din Manhattan. Numele Broadway  provine din neerlandeză, Brede Weg și semnifică „drum larg”.

## Descriere
Lungimea Broadway este de 21 de kilometri (13 mile) în Manhattan, și se prelungește cu 3,2 km (2 mile) în cartierul Bronx. Dincolo Broadway traversează localitățile Yonkers, Hastings-On-Hudson, Dobbs Ferry, Irvington, Tarrytown și se termină la nord de Sleepy Hollow în comitatul Westchester.

## Paradele

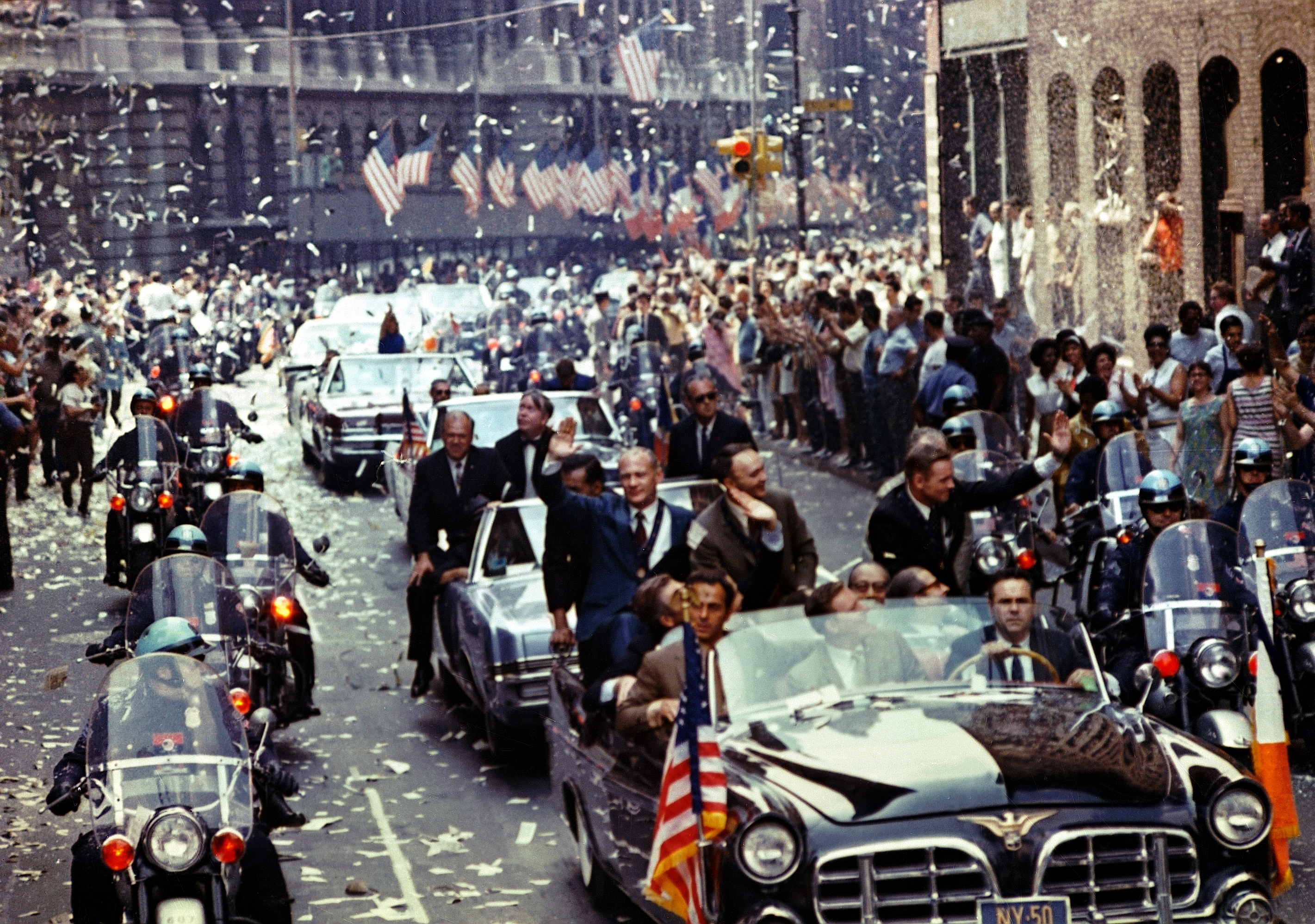
Ticker tape parade pe Broadway, în onoarea astronauților de pe Apollo 11, în august 1969.

De la extremitatea sudică până la City Hall Park, Broadway este locul istoric unde se desfășoară marile defilări populare pentru sărbătorirea victoriilor și aventurilor.  Se aruncă confetti și serpentine din hârtie (de unde numele lor englezesc, „Ticker-tape parade”, întrucât erau făcute din benzi de teleimprimator  decupate). Prima din aceste parade a avut loc în 1886, pentru inaugurarea Statuii Libertății. Multe celebrități au avut dreptul la „ticker-tape parade”, între care Charles Lindbergh, Charles de Gaulle, astronauții Neil Armstrong, Edwin Aldrin și Michael Collins, cât și numeroși șefi de stat sau echipe sportive.

## Teatrele

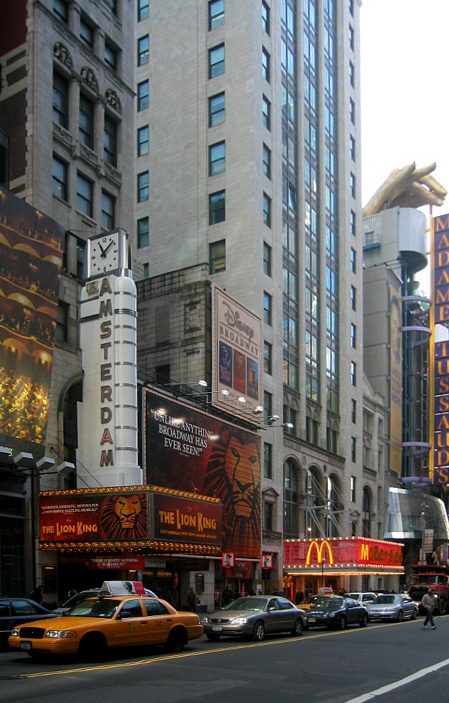
Regele Leu la New Amsterdam Theatre în 2003.

Termenul „Broadway” (Broadway theatre sau Broadway theater) desemnează îndeosebi producțiile de pe Broadway, în general piese de teatru sau comedii muzicale, jucate în fiecare din cele 40 de mari teatre profesioniste, de cel puțin 500 de locuri, cel mai adesea situate în  Theater District din Manhattan. Succesul producțiilor de pe Broadway le-a permis o situație prosperă și promovarea de noi mișcări de avangardă, Off Broadway și Off-Off-Broadway.
Secțiunea axei Broadway din dreptul Times Square este cartierul teatrelor din New York. În anii 1920, 200 de piese și comedii muzicale se jucau în fiecare an pe Broadway. Cartierul Broadway își datorează reputația comediilor muzicale care țin afișul. Partea din stradă, numită Great White Way, atrage în fiecare an milioabe de turiști din lumea întreagă. Mulți actori și cântăreți speră să se producă pe Broadway și consideră această ocazie drept o încununare a carierei lor. S-au scris, de altfel, multe povestiri și cântece pe tema mitului Broadway.
Acest loc servește în așa măsură drept referință încât teatrele din New York (situate sau nu în cartierul respectiv) sunt clasate „Broadway”, „Off-Broadway” sau „Off-Off-Broadway”, potrivit capacității lor și calității care le este recunoscută.
Teatrul de pe Broadway este forma de teatru profesionist cea mai cunoscută publicului american și reprezintă producțiile cele mai prestigioase, prin punerile în scenă elaborate și calitatea artiștilor și tehnicienilor lor. Împreună cu West End theatre din Londra, Broadway este considerat ca fiind reprezentativ de cel mai înalt nivel comercial al teatrului din lumea anglofonă.
În partea de nord, strada trece aproape de campusul Universității Columbia. În sud, este de-a lungul Universității din New York, în dreptul Washington Square.

### Listă a teatrelor

#### Active
Lista teatrelor active de pe Broadway
- Al Hirschfeld Theatre
- Ambassador Theatre
- American Airlines Theatre
- august Wilson Theatre
- Belasco Theatre
- Bernard B. Jacobs Theatre
- Booth Theatre
- Broadhurst Theatre
- Broadway Theatre
- Brooks Atkinson Theatre
- Circle in the Square Theatre
- Cort TheatreE
- thel Barrymore Theatre
- Eugene O'Neill Theatre
- Foxwoods Theatre
- Gerald Schoenfeld Theatre
- Gershwin Theatre
- Helen Hayes Theatre
- Imperial Theatre
- John Golden Theatre
- Longacre Theatre
- Lunt-Fontanne Theatre
- Lyceum Theatre
- Majestic Theatre
- Marquis Theatre
- Minskoff Theatre
- Music Box Theatre
- Nederlander Theatre
- Neil Simon Theatre
- New Amsterdam Theatre
- Palace Theatre
- Richard Rodgers Theatre
- Samuel J. Friedman Theatre
- Shubert Theatre
- Stephen Sondheim Theatre
- St. James Theatre
- Studio 54
- Vivian Beaumont Theatre
- Walter Kerr Theatre
- Winter Garden Theatre

#### Distruse
- Knickerbocker Theatre (1893-1930)

## Zonă pietonală
În 2008 municipalitatea a hotărât să transforme unele secțiuni din „avenue”, în apropiere de Times Square, în zone pietonale. În 2010 ea a hotărât să mențină aceste zone în mod permanent. Un tronson din „avenue” este prin urmare de atunci pietonal și o insulă care separă Broadway de alte căi de circulație a fost amenajată cu mese și scaune, permițându-le trecătorilor să se instaleze în mod liber. Această transformare a schimbat ambianța cartierului care este unul dintre cele mai încărcate din Manhattan în privința circulației auto, din cauza intersecțiilor cu mai multe bulevarde și străzi importante.